# Jeepers Creepers 2
Jeepers Creepers 2 ist ein US-amerikanischer Horrorfilm aus dem Jahr 2003 und die Fortsetzung von Jeepers Creepers (2001). Produziert wurde der Kinofilm von Francis Ford Coppolas American Zoetrope für das US-amerikanische Filmunternehmen United Artists. Die Kinowelt-Filmverleih GmbH übernahm die Kinoauswertung in Deutschland. Der dritte Teil Jeepers Creepers 3 kam 2017 ins Kino bzw. erschien 2018 als Direct-to-Video.

## Handlung
Wenige Tage nach dem ersten Teil: Der Farmer Jack Taggart und seine zwei Söhne Jack Jr. und Billy sind an einem sonnigen Tag auf ihren Feldern. Der jüngere Sohn Billy befestigt einige Vogelscheuchen, bis er bemerkt, dass sich eine davon bewegt hat. Als er versucht zu flüchten, schnappt ihn der Creeper und fliegt mit ihm davon. Sein älterer Bruder und sein Vater können nur zusehen, wie der Junge schreiend verschleppt wird. Der Creeper ist wieder unterwegs: eine fleischfressende, menschenähnliche Gestalt mit riesigen, fledermausflügelähnlichen Flügeln, die jeden 23. Frühling für 23 Tage erwacht, um zu fressen.
Szenenwechsel: Eine High-School-Basketballmannschaft ist mit ihrem Bus auf der Heimfahrt von einem Spiel und auf einer einsamen Landstraße unterwegs. Als der Bus eine Panne hat, stellt sich ihnen der Creeper in den Weg. Zuvor nimmt die Schülerin Minxie in einer Vision eine Gestalt am Straßenrand wahr, die sie vor etwas warnen will: Es ist der im ersten Teil getötete Darry, der sie vor dem Creeper warnt, der in der Umgebung sein Unwesen treibt. Da schon 22 Tage vergangen sind und das Monster sich in dieser Zeit an der hilflosen Landbevölkerung vergangen hat, versucht es, sich die zahlreichen Insassen des Busses zu schnappen. Zuerst erwischt es die Busfahrerin Betty und den Trainer Dwayne. Während die Schüler, verschanzt im Bus, den Attacken der Kreatur hilflos ausgeliefert sind, machen sich Taggart und sein verbliebener Sohn schwer bewaffnet auf die Jagd nach dem Creeper. Irgendwann entdecken sie den inzwischen schon völlig demolierten Bus.
Nachdem schon mehrere der Jugendlichen ihr Leben lassen mussten, schließen sich die Verbliebenen dem Vater-Sohn-Duo zum alles entscheidenden Kampf an, den sie mit letzter Kraft gewinnen. Doch der schwer verwundete Creeper ist nicht wirklich tot, sondern verfällt wieder in seinen 23-jährigen Schlaf. Taggart, noch immer auf Rache aus für seinen getöteten Sohn, nimmt den nun wieder ruhenden Creeper mit.
In der letzten Szene besuchen ein paar junge Leute die Taggart-Farm. Es scheint bekannt geworden zu sein, dass dort etwas Seltsames besichtigt werden kann. Gegen Eintrittsgeld werden sie in die Scheune geführt, wo der wieder sichtlich abgemagerte, aber immer noch schlafende Creeper an einer der Wände hängt. Es sind inzwischen wieder fast 23 Jahre vergangen und ein gealterter Taggart wartet schwer bewaffnet auf das baldige Erwachen des Creepers – fest entschlossen, die Kreatur diesmal nicht davonkommen zu lassen.

## Kritiken
„Dies ist als Hommage an ‘Der weiße Hai’ angelegt und nur eine von vielen Filmreferenzen, die von ‘Die Vögel’ über ‘Die Nacht der lebenden Toten’ hin zu selbst ‘Der Zauberer von Oz’ reichen. Bei einem Klassiker – ‘Psycho’ – bediente sich Bennett Salvay denn auch für den Orchesterscore. Einiges deutlicher als im Original, das sich auf ein Geschwisterpaar (Justin Long hat ein Cameo) als potenzielle Opfer konzentrierte, scheint der Regisseur hier seinen persönlichen (sexuellen) Dämon zu exorzieren. Hinsichtlich Salvas Vergangenheit als verurteiltem Päderasten (was zum kommerziellen Scheitern seines mit Kritikerlob überhäuften Disney-Dramas ‘Powder’ führte) dient die Figur des Creepers recht unmissverständlich als Metapher für zerstörerische Homosexualität. In diesem Licht ist der exzellent fotografierte Slasherflick wesentlich mehr ‘creepy’, als so manch unbedarfter Horrorfan ahnen würde.“

„Das für ein Slasher Flick hervorragend fotografierte und mit aufwändigen Tricks versehene Sequel, das Francis Ford Coppola als ausführender Produzent betreute, ist ein gefundenes Fressen für die Horror-Fangemeinde.“

## Auszeichnungen
Der Film wurde im Jahr 2004 als Bester Horrorfilm für den Saturn Award nominiert. Er wurde außerdem 2004 für den Tonschnitt für den Motion Picture Sound Editors Award nominiert.

## Sonstiges
Justin Long tritt auch im zweiten Teil als Darry Jenner in einer kurzen Szene auf, als Minxie im Bus einen Traum hat.